# Germigny-Pend-la-Pie
Germigny-Pend-la-Pie, nommée aussi Germigny-lès-Machault ou Germigny-lès-Machaut, est une ancienne paroisse du pays rémois, qui disparut entre la seconde moitié du XVIIe siècle et la première moitié du XVIIIe siècle.

## Géographie
Cette paroisse était située sur ce qui est aujourd'hui l'intersection des lieux-dits Germiny, la Renardière et la Vignette de la commune de La Neuville-en-Tourne-à-Fuy. Un mémorial marque l'emplacement qu'occupaient l'église et le cimetière.
La carte d'état-major de 1820-1866 indique à cet endroit, une butte vers laquelle convergent six chemins qui viennent de La Neuville, de Cauroy, de Pontfaverger, de Saint-Clément-à-Arnes, de Saint-Étienne-à-Arnes. Le cadastre, aujourd'hui remembré, ne présente plus ces chemins.
Le cadastre de La Neuville-en-Tourne-à-Fuy (Parcellaire B2 : Lamur et Germiny) de 1830 mentionne le lieu-dit Au cimetière de Germiny.

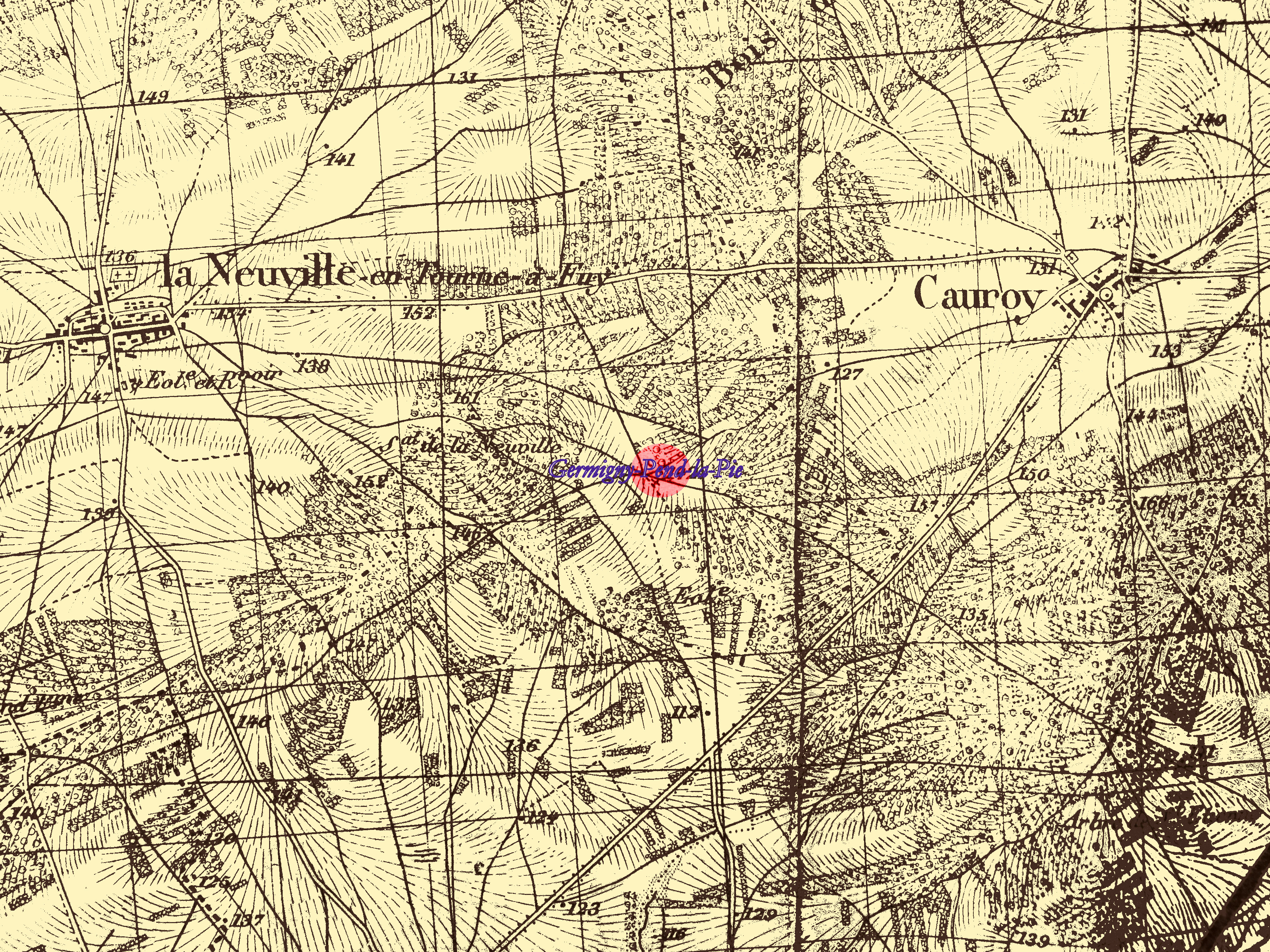
Plan de la situation géographique de Germigny-Pend-la-Pie.

## Histoire

### Aux origines
Suivant une charte de l'année 650 environ, Grimoald donna à l’évêque Remacle et aux monastères de Malmédy et de Stavelot dont il était abbé, la villa Germiniacum située dans le pagus Remensis avec tous ses accessoires à savoir deux moulins sur la Suippe (suos molendinos in Supia) une vigne in Boterio et une autre appendicia que dicitur Terune juxta fluviolum Axina (c'est-à-dire à Terron-sur-Aisne).
Une bulle, donnée en 1049 par le pape Léon IX, à l'abbaye de Stavelot mentionne la villa Germiniacum.

### L'accaparement par les abbés de Saint-Remi de Reims
En 1130, la seigneurie et les dîmes dépendaient de l'abbaye de Stavelot, sauf le droit d'autel qui appartient au prévôt de l'église de Reims.
En 1130, l'église était dédiée à saint Remacle et les bénédictins de Stavelot obtinrent le droit de bâtir un oratoire derrière le chœur de l'église ; et, moyennant sept écus monnaie de Reims, on leur céda une partie du cimetière.
En 1160, les deux abbés Frébaut (pour Stavelot) et Hugues (pour Reims) conclurent pour céder les droits de l'abbaye de Stavelot à celle de Saint-Remi de Reims moyennant une redevance annuelle de huit marcs d'argent, Stavelot conservant les capitations. En 1238, la redevance de 8 marcs d'argent fut accommodée pour un cens annuel de seize livres parisis. En 1420, cette redevance fut rachetée par l'abbaye Saint-Remi de Reims pour la somme de 450 écus d'or à la couronne et 48 forts. À ce moment l’ensemble des droits est transféré au chapitre de Saint-Remi de Reims.
D'après le pouillé du XIVe siècle Germigny-lès-Machaut est compté au nombre des paroisses du doyenné d’Attigny.

### De Germigny à Germigny-Pend-la-Pie
Le 4 août 1315, Gaucher de Châtillon prête hommage à l'abbé de Saint-Remi de Reims pour des biens à Germigny, et obligation de dénombrer ceux-ci dans les 40 jours :
« L'an du Seigneur 1315, le lendemain de l'invention de saint Etienne, a prêté hommage à l'abbé de Saint-Remi de Reims Gaucher, fils de monseigneur Gaucher de Châtillon le Jeune pour ce qu'il tient de l'Eglise à Germigny Pen la Pie. Et il doit énumérer tout ce qu'il tient en fief dans les 40 jours, sans quoi ledit abbé saisira ce fief une fois ce délai écoulé.  »
La mention de Pend-la-Pie apparaît alors.

### Le déclin & la fin

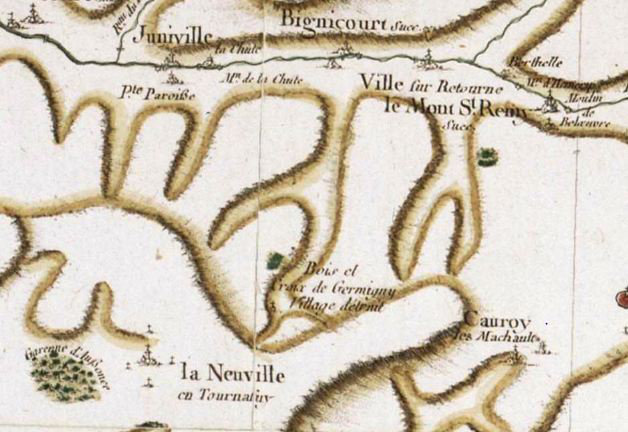
Germigny-Pend-la-Pie, sur la carte de Cassini.

Le procès-verbal de visite du doyen d'Attigny indique, en 1678, que les dîmes du curé pouvaient valoir 315 livres. Il indique que l'église, fort petite, est en mauvais état et qu'il n'y a plus que cinq communiants, et dans tout le village il n'y a plus que deux maisons.
En 1723, la visite du curé de Lavannes, mentionne que le curé de Ville-sur-Retourne perçoit les dîmes de Germigny. C'est donc que la paroisse a disparu.
Le dernier habitant fut Pierre Morlet, qui fit bâtir une maison à La Neuville-en-Tourne-à-Fuy avec les matériaux de sa maison de Germigny.
L'abbé Marcq, dans son ouvrage, indique : « On voyait encore, il y a trente ans environ (donc vers 1840), à la Neuville, deux portes amenées de Germigny ; elles provenaient sans doute des deux dernières maisons du village. »
La carte de Cassini indique (au mauvais endroit d'ailleurs): Bois et Croix de Germigny, village détruit
Le ban est toujours cultivé  à la fin du XVIIIe siècle. Un plan de trois parcelles de terre situées sur le terroir de Germigny-Pend-la-Pie, lieux-dits la charme, près le cimetière de Germigny et sous les Coutures de 1782 existe aux archives départementales de la Marne.
Le 28 mars 1791, les pouvoirs publics vendent, par Les Affiches de Reims, à Germigny-pend-la-Pie, une « cense ci-devant seigneuriale, sise au terroir de la Neuville en Tournafui, appartenant ci-devant à l'archevêché de Reims, consist. en terres et petit bochet, louée 432 liv., mise au prix de 7,053 liv. 8 s. »

### Les causes du déclin
L'abbé Marcq indique que l’« on ne saurait douter que Germigny souffrit beaucoup en 1434, lorsque Xaintrailles y battit les Anglais ; toutefois il ne périt point à cette époque. Ce n'est qu'à la guerre de la Fronde qu'il fut presque entièrement détruit. ».
Germigny ne fut jamais un gros village, avec peut-être 400 à 500 habitants au Moyen Âge. Et à l'époque de la Fronde, La Neuville voit sa population monter de 200 habitants. Il y eut donc un important transfert d'habitants sur moins d'une lieue. Le déclin eut peut-être, aussi, des causes internes.

### Sources & bibliographie
- Auguste Longnon, Études sur les pagi de la Gaule, 2e partie, Les pagi du diocèse de Reims, Bibliothèque de l’École des Hautes Études, Sciences philologiques et historiques, 11e fascicule, Paris, librairie A. Franck, 1872,
- Abbé Marcq, Aussonce, La Neuville-en-Tourne-à-Fuy, Germigny-Pend-la-Pie, Merlan : topographie et histoire de ces communes, dans Travaux de l'académie impériale de Reims, 1873, vol.48, p. 250-388
- C.-G. Roland, Les anciennes propriétés de l'Abbaye de Stavelot-Malmedy dans les Ardennes françaises, §. I : Germigny, dans la Revue historique ardennaise, vol. 5, publiée par Paul Laurent, Paris : Librairie Alphonse Picard et fils, 1898, pp. 53-62